# 分散 (破産)
分散（ぶんさん）は、近世日本における破産処理による債務弁済制度。明治初期に制度が一本化されたこともあり、同時期に行われていた公権力が介在する身代限と混同されることもあるが、分散は私的整理の一種として江戸幕府の法規でも明確に区分されていた。割賦（わっぷ・割符）とも称した。

## 概要
江戸時代に広く行われた債務処理方法であるが、特に経済活動が盛んであった上方方面で制度的な発達がみられ、分散を受けられない（債務者の）親族の範囲や分散の手続に要した費用負担などが慣習法の形で定められた。また、細かい手続・内容は地域差があった。
まず、債務者による債務完済が困難になったと債務者および債権者が判断した場合、両者の合意の下に債務者はその全財産を債権者に委ね、債権者はこれを封印して、債務者が属する地域代表（町役人・村役人）の立ち合いの下で確認作業を行う。なお、こうした事態の場合、複数の債権者が存在していることがほとんどであり、その全員もしくは大多数の合意を必要とする。また、債務者は庶民を対象としているが、債権者は社会的身分を問わない。
その後、債務者の財産は入札・売却などによって換金されて分配されることになるが、質権者などが持つ担保付債権や奉公人の給与、未納の租税や家賃、御用為替は分配に先だって優先的に全額の弁済を受けられた。これを抜取（ぬきとり）と言う。その後、残った代金を債権者間で未回収の債権の比率に応じて分割することになる。その後、債権者は分散の対象になった財産とその処分内容を記した分散割帳（ぶんさんわりちょう）を作成して債務者および地域代表の印を受けた。
一方、分散に同意しなかった債権者は債務者から出世証文（仕合証文）を得ることで将来における再請求権を保証され、また債務者には免責が認められなかったために配分を受けた債権者でも回収できなかった部分に関しては同様の権利を持っていた。これを跡懸り（あとがかり）という。跡懸りに関する規定は公事方御定書にもあるが、後には後者の跡懸りは認められなくなり、債権者は分散による配分を受けるか、将来の資力の回復を期待して跡懸りを受けるかを選択することになった。
なお、特殊な用法として海難の時に荷主や船主が無事に回収された積荷などの残余品を積荷や船の金額に応じて分配することも「分散」と称している。